# サーティ・バイ・サーティ
30x30(サーティ・バイ・サーティ)とは、2030年までに地球の陸地と海洋の30%以上を保護地域として効果的に保全するという目標である。生物多様性の損失を食い止め、自然をプラスに増やす「ネイチャーポジティブ」に向けた取り組みである。日本では、環境省が30by30アライアンスを発足させ、企業や自治体などが参加してOECMという生物多様性保全に資する地域を認定する仕組みを進めている。2021年6月に英国で開催されたG7サミットでは、各国が30x30を推進することを含む「G7 2030年自然協約」に合意した。

## 背景
30x30の目標は、2019年にScience Advances誌に掲載された論文「A Global Deal for Nature: Guiding principles, milestones, and targets」によって提唱された。この論文では、気候変動を緩和するためには、自然保護の拡大が必要であると指摘した。また、2030年までに陸地と海洋のそれぞれ50%以上を自然状態に戻すことが理想的であるが、現実的には30%以上を保護することが最低限必要であるとした。

## 推進
2020年1月には、フランスやコスタリカなど13か国が「自然と人々のための高い野心連合（High Ambition Coalition for Nature and People）」を結成し、30x30の目標を支持した。その後、2021年1月までに50か国以上が参加し、2021年10月までに100か国以上が参加した。2021年9月には、「Protecting Our Planet Challenge」というプロジェクトのために50億ドルの資金が発表された。2022年12月には、生物多様性条約第15回締約国会議（COP15）で、「昆明・モントリオール世界生物多様性枠組（Kunming-Montreal Global Biodiversity Framework）」が採択され、30x30がその一部として盛り込まれた。

## 日本の取り組み
日本では、環境省が2022年4月に「30by30アライアンス」を発足させた。このアライアンスは、OECM（Other Effective area-based Conservation Measures）という生物多様性保全に資する地域を認定する仕組みを通じて、30by30の目標達成に向けて取り組む企業や自治体などの有志団体からなる。OECMは、国立公園や自然環境保全地域などの保護地域以外で、地域や民間等によって生物多様性の保全が図られている土地を指す。環境省は、2023年末までに100か所以上のOECM認定を目指している。